# Keler, Menderes
Keler là một xã thuộc huyện Menderes, tỉnh İzmir, Thổ Nhĩ Kỳ. Dân số thời điểm năm 2010 là 190 người.